# Karisån
Der Karisån (schw.) (finnisch Karjaanjoki) ist ein Fluss in der süd-finnischen Landschaft Uusimaa.
Der Karisån hat seinen Ursprung im See Pyhäjärvi bei Karkkila. Von dort fließt er in südlicher Richtung und ändert dabei seinen Namen mehrmals. Im Mittellauf heißt der Fluss Vanjoki. Er mündet in den See Hiidenvesi. Als Väänteenjoki verlässt er diesen wieder und setzt seinen Lauf nach Süden fort. Bei Lohja mündet er in den See Lohjanjärvi. Der Unterlauf des Karisån hat dann auch die Bezeichnung Svartån (finnisch Mustionjoki). Er passiert Karis und mündet in der Nähe von Pohja in die Pohjanpitäjänlahti-Bucht und in den Finnischen Meerbusen. Der Karisån entwässert ein 2046 km² großes Gebiet.